# Nathan Sylvia
Nathaniel Sylvia (Estados Unidos, 17 de marzo de 1994), más conocido como Nathan Sylvia, es un jugador profesional estadounidense de rugby que se desempeña en la posición de pilar derecho en San Diego Legion, equipo perteneciente a la liga Major League Rugby.

## Carrera
En 2019, Sylvia se unió al equipo San Diego Legion, con el cual disputa su quinta temporada en la Major League Rugby. También es parte de la Selección de rugby de los Estados Unidos.